# Augustine (actor)
Augustine (30 de julio de 1955 - 14 de noviembre de 2013) fue un actor de cine malayalam. Actuó en más de 100 películas, principalmente en comedias y papeles negativos. La actriz Ann Augustine es su hija.

## Vida personal
Agustín nació el 30 de julio de 1955 en Kodencheri, Kozhikode, y sus padres fueron Kunnumpurath Mathew y Rosi. Se casó con Hansamma y tuvieron dos hijas, Ann (actriz) y Jeethu.

## Carrera
Augustine comenzó su carrera como actor a través del teatro y entró en la industria del cine malayalam a mediados de los ochenta a través de un papel sin acreditar en la película Swapnalokam (1983), protagonizada por Sreenath. Su primera aparición acreditada fue en Gandhinagar 2nd Street en 1986: el papel le había sido ofrecido a él por haberle ayudado en la búsqueda de un lugar de rodaje para Gandhinagar 2nd Street. También apareció en películas como Commissioner, Devasuram, Ekalavyan, Aaran Thampuran, Kazhcha y Katha Paryumbol. Además produjo la película malayalam Mizhi Randilum.

## Salud y muerte
Augustine sufrió un derrame cerebral a finales de 2009, pero se recuperó parcialmente y continuó actuando. A raíz de una caída en una habitación de hotel en abril de 2013, se sometió a tratamiento en Pattambi. Finalmente moriría de insuficiencia renal, de 58 años de edad, el 14 de noviembre de 2013 en un hospital privado de Kozhikode. Kadal Kadannu Oru Maathukutty fue la última película en la que apareció.

## Filmografía
- 2013 Kadal Kadannu Oru Maathukutty
- 2013 Rebecca Uthup Kizhakkemala
- 2013 Shutter
- 2013 Nakhangal
- 2012 Bavuttiyude Namathil
- 2011 Bhakthajanangalude Sradhakku
- 2011 Indian Rupee
- 2010 Penpattanam
- 2010 In Ghost House Inn
- 2009 Kerala Cafe ....Sadasivan (episodio "Makal")
- 2009 Loud Speaker .....Watchman
- 2009 Sufi Paranja Katha
- 2009 Makante Achan
- 2009 Kadha, Samvidhanam Kunchakko ...Kariyappi
- 2009 Mithram
- 2009 Madhya Venal
- 2008 Thirakkatha .....Chackochan
- 2008 The Thrill
- 2008 Gulmohar ....Appuettan
- 2008 SMS
- 2008 Magic Lamp ....Vikraman
- 2008 Jubilee
- 2008 Positive ....Joseph
- 2008 Parunthu
- 2007 Katha Parayumpol ....Scariah Thomas
- 2007 Nasrani ....camarero en restaurante
- 2007 Sooryan
- 2007 Arabikkatha ....Varghese
- 2007 Detective .....Thankachan
- 2007 Rock & Roll ....Subramaniyam
- 2007 Avan Chandiyude Makan
- 2006 Pothan Vava
- 2006 Prajapathi
- 2006 The Don ... Kabeer
- 2006 Balram vs. Tharadas
- 2006 Parayam
- 2006 Vargam ....Chandykunju
- 2006 Rashtram
- 2006 Avastha
- 2005 Boyy Friennd
- 2005 Nerariyan CBI ....Dhanapalan
- 2005 Pauran ....Koshy
- 2005 Thaskara Veeran ....Ayyappan Pillai
- 2005 Chandrolsavam ....Jose
- 2005 Five Fingers ....Kuriachan
- 2005 The Campus ....Simon
- 2004 Vesham ....Paulose
- 2004 Greetings ....Somasundaran
- 2004 Kaazhcha .....Suresh
- 2004 Natturajavu .....Morayur Bappu
- 2004 Aparichithan ....Cheeru
- 2004 Mayilattam ....Murukan
- 2004 Priyam Priyankaram
- 2004 Vamanapuram Bus Route .....Thankappan
- 2003 Sahodaran Sahadevan
- 2003 Pattanathil Sundaran ....Varghese
- 2003 Sadanandante Samayam
- 2003 Mizhi Randilum ....Bichu
- 2002 Nandanam ....Kunjiraman
- 2002 Chathurangam ....Appu
- 2002 Swapnahalliyil Orunaal
- 2002 Kaiyethum Doorath ....pasajero en la embarcación
- 2001 Nariman ....Joseph
- 2001 Chitrathoonukal
- 2001 Raavanaprabhu ....Hydrose
- 2001 Unnathngalil
- 2001 Kakkakuyil
- 2001 Naranathu Thampuran
- 2001 Karumadikkuttan
- 2001 Korappan The Great
- 2001 Randam Bhavam ....Pushpangadan
- 2001 Akashathile Paravakal
- 2001 Saivar Thirumeni ....Kunjappu
- 2000 Mazhanoolkanavu
- 2000 Cover Story
- 2000 Dada Sahib ....Nooruddin Kunju
- 2000 Madhuranombarakattu
- 2000 Kochu Kochu Santhoshangal
- 2000 Valliettan ....Gangadharan
- 2000 Anamuttathe Angalamar
- 1999 Aayiram Meni
- 1999 F.I.R ....Kunjalavi
- 1999 Thachiledathu Chundan ...Kamalahasan
- 1999 Ustaad ....Ali Abu
- 1999 Pattabhishekam
- 1999 Vasanthiyum Lakshmiyum Pinne Njaanum
- 1998 The Truth
- 1998 Ayal Kadha Ezhuthukayanu ....Roy
- 1998 Chinthavishtayaya Shyamala ....Chandran
- 1998 Summer in Bethlehem
- 1998 Kaikudunna Nilavu
- 1998 Meenakshi Kalyanam....'Puli' Chacko
- 1997 Chandralekha
- 1997 Aaraam Thampuran ....Bappu Thangalangady
- 1997 Asuravamsam ....Safari
- 1997 Kannur
- 1997 Hitler Brothers ....Govindan
- 1997 Kalyana Kacheri
- 1997 Krishnagudiyil Oru Pranayakalathu.....Gangadharan
- 1996 King Solomon
- 1996 Kireedamillaatha Raajakkanmaar .... Kozhi Vasu
- 1996 Rajaputhran ....Aboobacker
- 1995 Thumbolikadappuram
- 1995 Oru Abhibhashakante Case Diary ....Bahuleyan
- 1995 Chanta
- 1995 Boxer.... Prasannan
- 1995 Highway
- 1995 Nirnayam
- 1995 Pai Brothers ....guardia de seguridad
- 1994 Commissioner ....Vattappara Peethambaran
- 1994 Minnaram ....Doctor
- 1994 Rudraksham ....Kunjahammad
- 1993 Chamayam ....Pappi
- 1993 Devasuram ....Hydhrose
- 1993 Ekalavyan ....Geevarghese
- 1993 Sthalathe Pradhana Payyans ...Devan
- 1993 Mafia
- 1992 Mahanagaram ....Thankappan
- 1992 Ootty Pattanam....Shinkaravelan
- 1992 Rajasilpi...Gopalan
- 1992 Daddy
- 1992 Sadayam
- 1991 Neelagiri ....Rajappan
- 1991 Inspector Balram ....Ummer
- 1991 Advaitham
- 1988 1921
- 1987 Naalkavala
- 1987 Adimakal Udamakal ...Abootty
- 1987 Sreedharante Onnam Thirumurivu ...Augustine
- 1986 Aavanazhi
- 1986 Adiverukal
- 1986 Gandhinagar 2nd Street
- 1983 Swapnalokam (no acreditado)